# コッラーニャ
コッラーニャ（伊: Collagna）は、イタリア共和国エミリア＝ロマーニャ州レッジョ・エミリア県ヴェンタッソにある分離集落（フラツィオーネ）。
かつては独立した自治体（コムーネ）であったが、2016年1月1日、ブザーナ、リゴンキオ、ラミゼートと合併し、新自治体の一部となった。

## 地理

### 位置・広がり

#### 隣接コムーネ
コムーネとしてのコッラーニャは、以下のコムーネと隣接していた。括弧内のMSはマッサ＝カッラーラ県、LUはルッカ県所属を示す。
- ブザーナ
- コマーノ (MS)
- フィヴィッツァーノ (MS)
- リゴンキオ
- ラミゼート
- シッラーノ・ジュンクニャーノ (LU)